# Красногорський (Новосибірська область)
Красногорський (рос. Красногорский) — селище у Мошковському районі Новосибірської області Російської Федерації.
Входить до складу муніципального утворення Новомошковська сільрада. Населення становить 292 особи (2010).

## Історія
Згідно із законом від 2 червня 2004 року органом місцевого самоврядування є Новомошковська сільрада.

## Населення
| 2002 | 2007 | 2010 |
| ---- | ---- | ---- |
| 326  | ↗334 | ↘292 |